# Мартирано Ломбардо
Мартирано Ломбардо (итал. Martirano Lombardo) је насеље у Италији у округу Катанцаро, региону Калабрија.
Према процени из 2011. у насељу је живело 628 становника. Насеље се налази на надморској висини од 529 м.

## Становништво
Према резултатима пописа становништва 2011. у општини је живело 1.167 становника.
| 1951. | 1961. | 1971. | 1981. | 1991. | 2001. | 2011. |
| ----- | ----- | ----- | ----- | ----- | ----- | ----- |
| 2.361 | 2.101 | 2.064 | 2.040 | 1.641 | 1.402 | 1.167 |